# Hirsingue
Hirsingue es una localidad y comuna francesa, situada en el departamento de Alto Rin, en la región de Alsacia.
Sus habitantes reciben en idioma francés el gentílico de Hirsinguois y Hirsinguoises.

## Demografía
| 1399 | 1561 | 1539 | 1881 | 2010 | 2057 |
| Para los censos de 1962 a 1999 la población legal corresponde a la población sin duplicidades (Fuente: INSEE [Consultar]) |      |      |      |      |      |

## Patrimonio artístico y cultural
- Iglesia de Saint-Jean-le-Baptiste (1772-1774).
- Capilla de Sainte-Catherine (1111).
- Casa DorfHus (1779).
- Palacio y anexos de Montjoie (1745).

## Personajes célebres
- Xavier Haegy, político autonomista (1870-1932)